# جائزة اليابان الكبرى 1999
جائزة اليابان الكبرى 1999 هو سباق فورمولا 1 أقيم بتاريخ 31 أكتوبر 1999 في ميه، اليابان. كان السادس عشر من أصل 16 في بطولة العالم لسباقات الفورمولا واحد موسم 1999. حلّ الفنلندي ميكا هاكينن أولا بينما جاء الألماني مايكل شوماخر في المركز الثاني وحصل على المركز الثالث البريطاني إدي إيرفين.